# Pianosonate in e-mineur (Gade)
De Sonate voor piano in e mineur is de enige pianosonate van de  Deense componist Niels Gade. Hij leverde het werk op rond 1839, maar bleek er niet tevreden over, en bewerkte het uitgebreid in 1854. Het stuk werd dan ook pas in 1854 uitgegeven. Dat is tevens de reden waarom dit vroege werk van Gade een relatief hoog opusnummer draagt.
Het werk is opgedragen aan Franz Liszt, die hij in 1841 hoorde spelen en die hem nieuwe inzichten opleverde. Vooral het oorspronkelijke tweede deel van de sonate moest het ontgelden. Gade was een behoudend componist onder de invloed van Felix Mendelssohn Bartholdy, maar verwerkte toch enige invloeden van Liszt in deze sonate. Hij voorkwam echter niet dat het werk richtingsloos werd. Het stuk behield wel de melodieuze stijl die hoort bij Gade.
De sonate kent vier delen:
1. Allegro con fuoco
2. Andante
3. Allegretto
4. Molto allegro e appassionato

## Discografie
- Kontrapunkt: Elisabeth Westenholz (1991)
- Dacapo: Anker Blyme (opname 1990)
- Classico:Alexander Vaulin (2000)
- Pan Classics: Edoardo Torbianelli (2006)
- CPO: Christina Bjørkøe (2012, besproken op Musicweb geraadpleegd 5 maart 2021)
- FC Records: Jouni Somero (2014)
- Dacapo: Marianna Shirinyan (2017)